# M-1 Global
M-1 Global (Mixfight-1) eller MMA-1 (Mixed Martial Arts-1)  er en MMA-organisation baseret i St. Petersburg, Rusland. På trods af at have været en af de største MMA-organisationer i verden, så har M-1 Global ikke afholdt et stævne siden 2020.
Organisationen afholdte sin begivenhived 'M-1 Global Presents Breakthrough' den 28. august 2009 i Memorial Hall i Kansas City i Kansas, USA.

## UFC partnerskab
Den 18. juli 2018 blev det meddelt, at UFC har aftalt i et partnerskab med det russiske Ultimate Fighting Championship (UFC), hvor M-1 Global tjener som rekrutterings-liga for UFC for at finde russiske kæmpere til UFC og involverer sig i forberedelser og organiserer nye shows i Rusland. En del af handlen tillader også, at M-1-mestere også ville have mulighed for at skrive kontrakt med UFC. Andre organisationer med lignende partnerskaber med UFC er f.eks. Cage Warriors og LFA.